# Liiva (Muhu)
Koordinaten: 58° 36′ N, 23° 14′ O

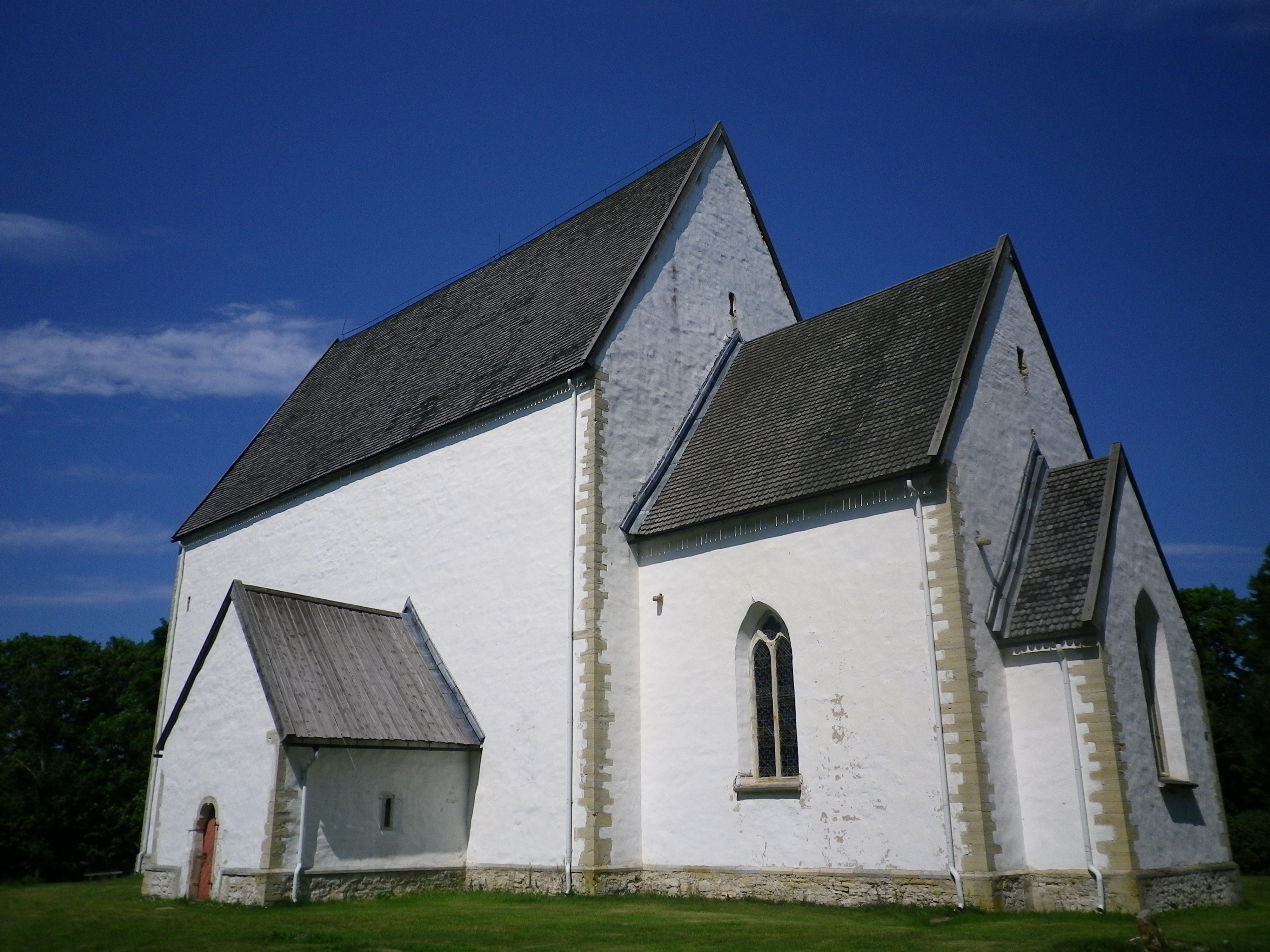
Kirche von Liiva

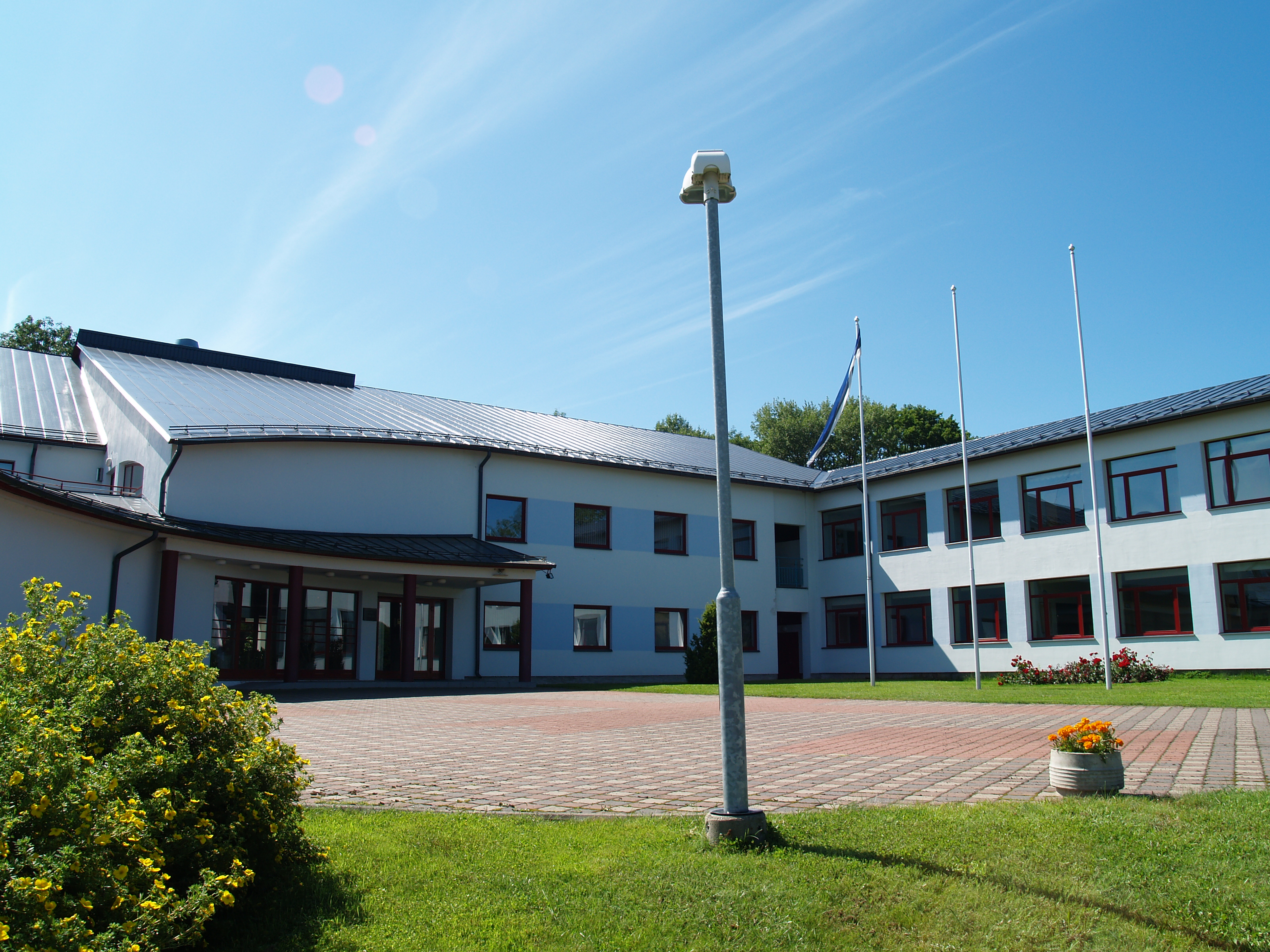
Grundschule

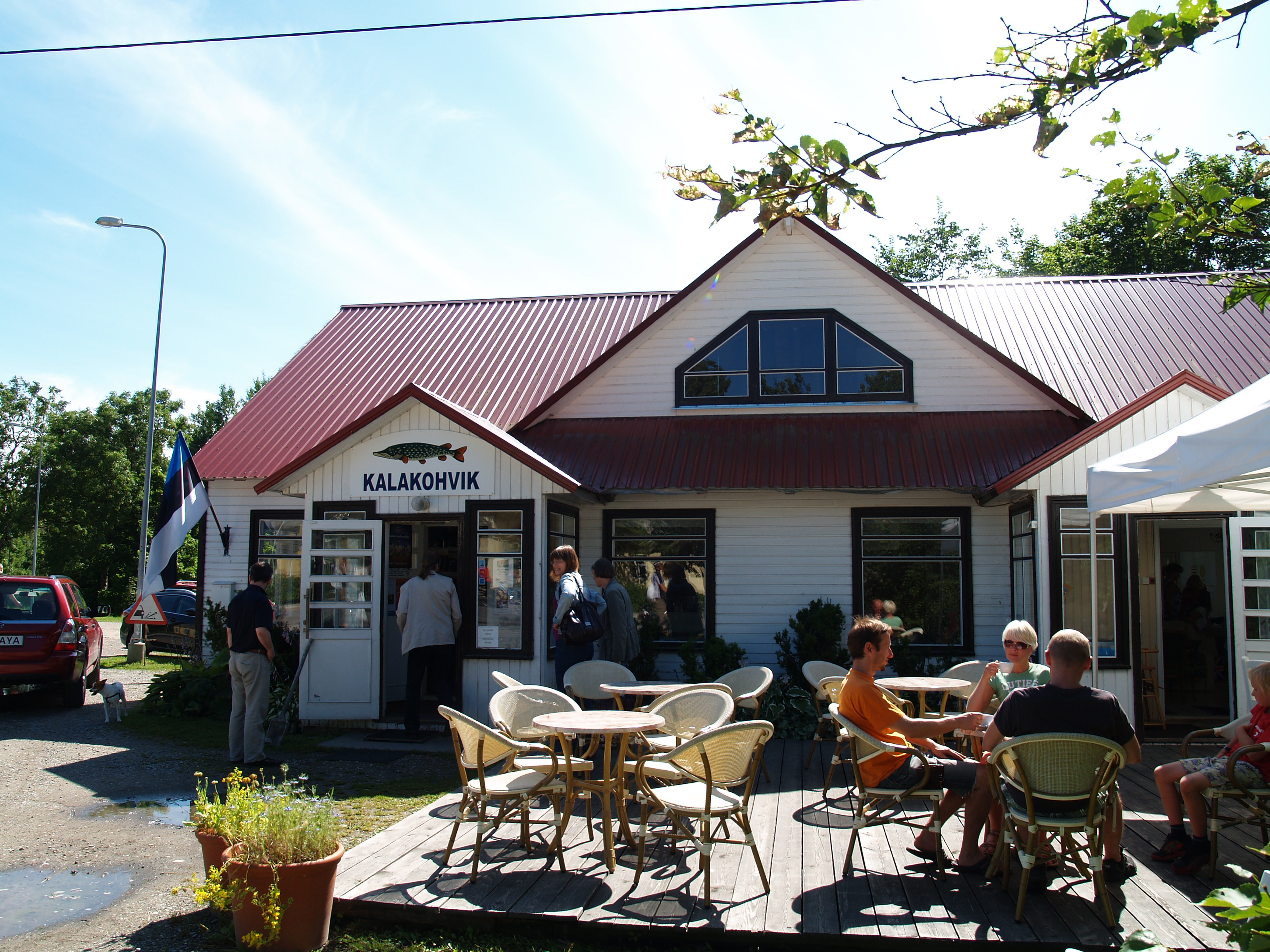
Café

Liiva ist ein Dorf (estnisch küla) auf der drittgrößten estnischen Insel Muhu. Es ist der Hauptort der gleichnamigen Landgemeinde (Muhu vald) im Kreis Saare (Saare maakond).

## Beschreibung
Liiva hat 178 Einwohner (Stand 31. Dezember 2011). Der Ort befindet sich an der Verbindungsstraße, die vom Kuivastu mit seinem Fährhafen vom Festland zur Insel Saaremaa führt.
Das Dorf entstand Anfang des 18. Jahrhunderts im Zentrum der Insel und wurde zunächst Muhu (Mohn) genannt. Nach dem Zweiten Weltkrieg wurde es Verwaltungszentrum der Landgemeinde. Heute befinden sich in dem Ort ein Kindergarten, eine Grundschule, eine Bücherei, ein Postamt sowie eine Apotheke.

## Kirche von Muhu
Die evangelisch-lutherische Katharinenkirche ist eines der Wahrzeichen der Insel. Sie war der Mittelpunkt des historischen Kirchspiels Muhu.
Eine erste Kirche wurde bereits zwischen 1266 und 1270 errichtet. Nach Zerstörungen in den Jahren 1343–1345 wurde das bis heute erhaltene, schlichte Gotteshaus im 14. Jahrhundert als gotische Steinkirche errichtet.

## Pastorat
Neben der Kirche befindet sich das 1832 errichtete Pastorat. Berühmtester Sohn des Ortes ist der Mediziner und Rektor der Universität Tartu, Hermann Adolf Alexander Schmidt (1831–1894), der als Sohn des örtlichen Pfarrers in Liiva geboren wurde.